# The Premonition
Pour plus de détails, voir Fiche technique et Distribution.
The Premonition est un film américain réalisé par Robert Allen Schnitzer, sorti en 1976.

## Fiche technique
- Titre français : The Premonition
- Réalisation : Robert Allen Schnitzer
- Scénario : Robert Allen Schnitzer et Anthony Mahon
- Photographie : Victor Milt
- Musique : Henry Mollicone
- Pays de production : États-Unis
- Genre : Horreur et thriller
- Dates de sortie :
  - États-Unis : (Jackson, Mississippi) : 21 novembre 1975
  - États-Unis : (New York City, New York) : 19 mai 1976

## Distribution
- Sharon Farrell (VF : Martine Sarcey) : Sheri Bennett
- Edward Bell (VF : Bernard Murat) : Prof. Miles Bennett
- Danielle Brisebois (VF : Catherine Lafond) : Janie Bennett
- Ellen Barber (VF : Martine Messager) : Andrea Fletcher
- Richard Lynch (VF : Bernard Tiphaine) : Jude
- Chitra Neogy (VF : Évelyn Séléna) : Dr Jeena Kingsly
- Jeff Corey (VF : Georges Atlas) : Det. Lt. Mark Denver
- Thomas Williams (VF : Jacques Ferrière) : Todd Fletcher
- Rosemary McNamara (VF : Sylvie Moreau (actrice française)) : Eleanor
- Margaret Graham (VF : Paula Dehelly) : la logeuse d'Andrea Fletcher